# Ivano Balić
Pour les articles homonymes, voir Balić (homonymie).
Ivano Balić, né le 1er avril 1979 à Split (Yougoslavie, aujourd'hui Croatie), est un ancien joueur de handball croate évoluant au poste de demi-centre. Il mesure 1,90 m et pèse 97 kg. Il a également 198 sélections croates à son actif, étant notamment champion du monde en 2003 et champion olympique en 2004 .
Il est l'un des cinq joueurs à avoir été élus par deux fois meilleur handballeur mondial de l'année en 2003 et 2006, avec Talant Dujshebaev, son futur entraineur à Madrid, Nikola Karabatic, Mikkel Hansen et Niklas Landin Jacobsen. Il est également le seul joueur à avoir été élu à cinq reprises meilleur joueur d'un tournoi majeur, qui plus est consécutivement : Euro 2004, JO 2004, Mondial 2005, Euro 2006 et Mondial 2007.

## Biographie

### Carrière en club
Après avoir commencé sa carrière en Croatie, il part rejoindre l'un des deux meilleurs championnats du monde, la Liga ASOBAL, dans le club de PSA Pampelune. Il évolue une saison avec le Français Jackson Richardson. En 2005, le club remporte le championnat d'Espagne. La saison suivante, le club atteint la finale de la Ligue des champions, face à un autre club espagnol, BM Ciudad Real. Ce dernier club remporte le trophée en remportant les deux rencontres, 25-19 puis 37-28.
En août 2008, son retour en Croatie est officialisé : il rejoint le club de RK Zagreb qui a entamé depuis quelques années une politique de retour au pays des principaux joueurs croates. Cette politique a deux buts principaux : faire retrouver au club son lustre d'antan en coupe d'Europe, avec deux Coupe des clubs champions en 1992 et 1993. Elle a également pour objectif de favoriser la préparation du championnat du monde 2009 qui a lieu en Croatie.
Après la saison 2011/2012, le club de RK Zagreb ne renouvelle pas son contrat pour raisons budgétaires et Balić rejoint alors de nouveau l'Espagne et le BM Atlético de Madrid. Toutefois, d'importants difficultés financières conduisent le club espagnol à déposer le bilan le 9 juillet 2013.
À 34 ans, Balić n'a pas l'intention de raccrocher et signe un contrat d'une saison dans le club allemand du HSG Wetzlar.
En juin 2015, à 36 ans, il annonce la fin de sa carrière.

### Sélection nationale

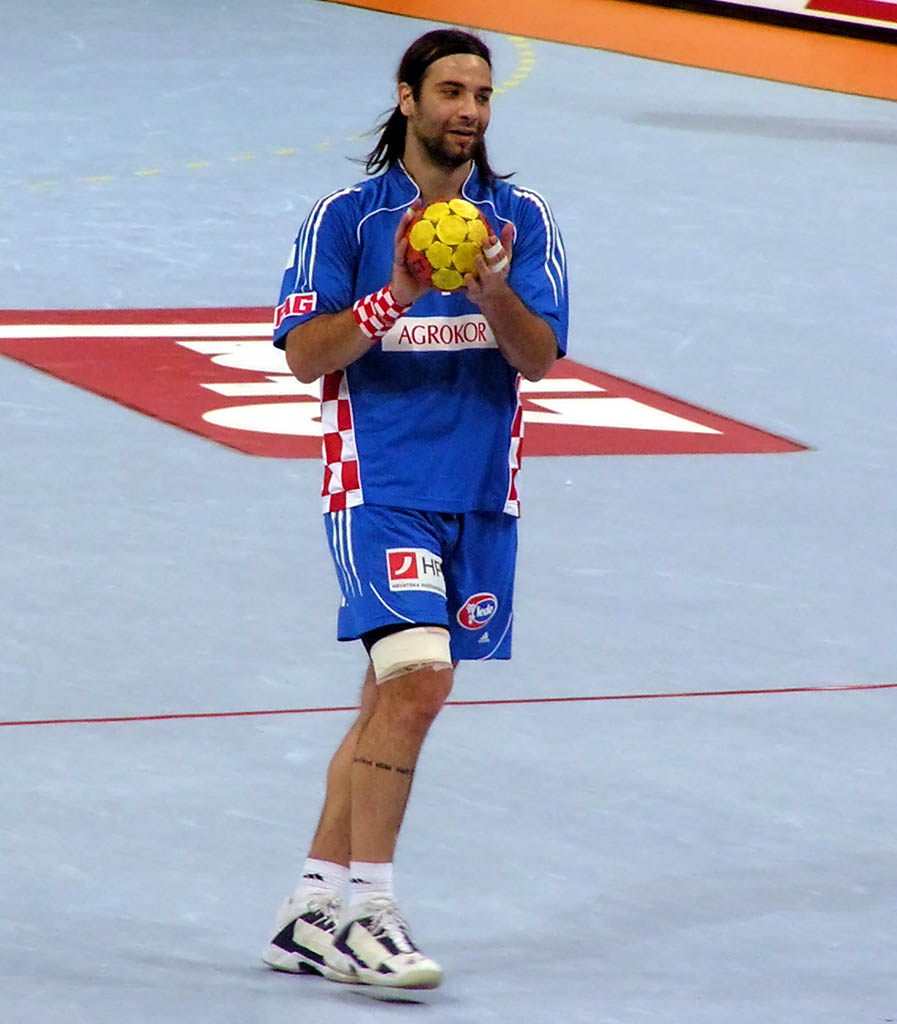
Ivano Balić sous le maillot de la Croatie au Mondial 2007.

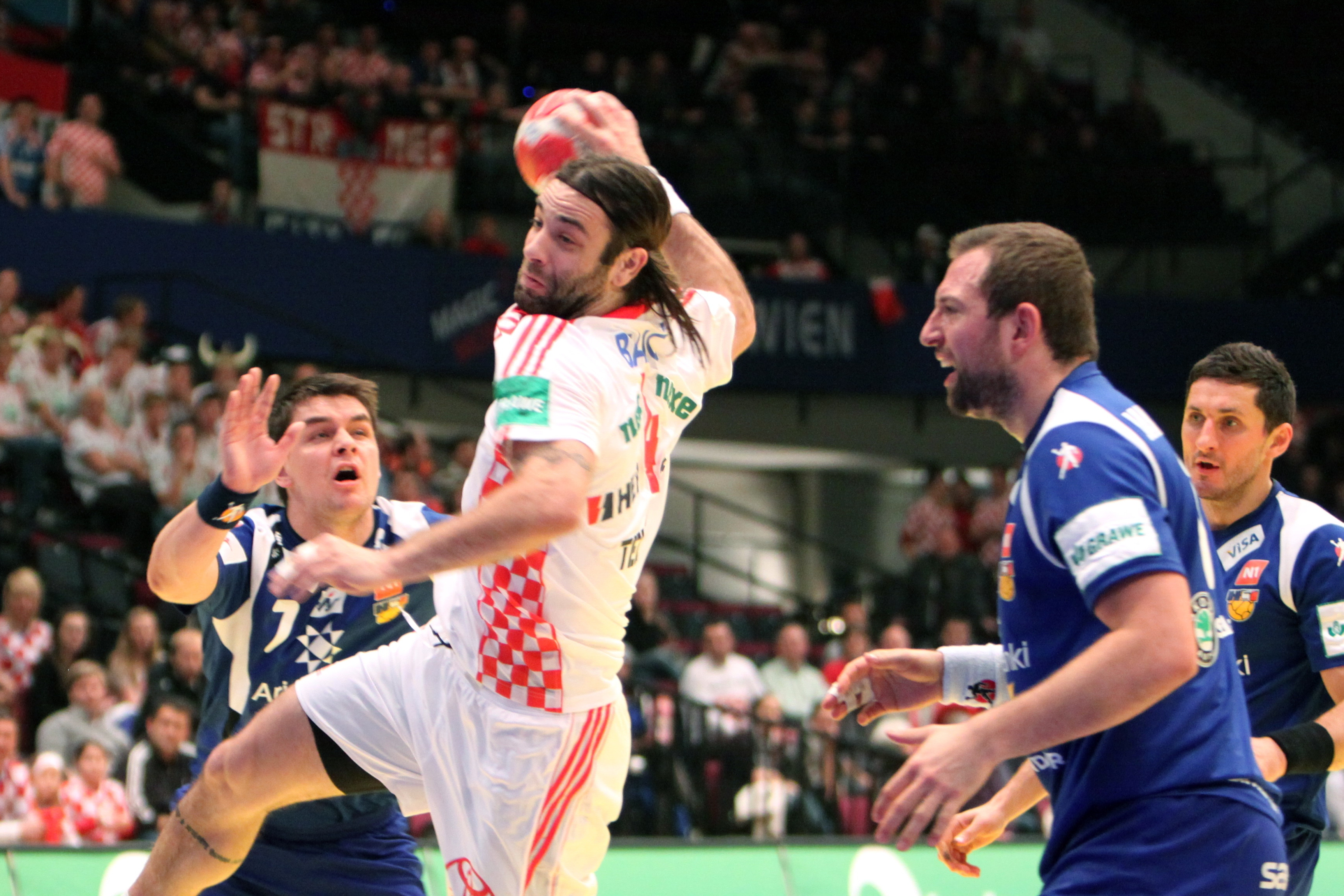
Ivano Balić file au but à l'Euro 2010.

Meneur de jeu de la sélection croate, il accumule les titres au cours des dix années où il a revêtu le maillot à damier. Il devient ainsi champion du monde 2003 au Portugal aux dépens de l'Allemagne sur le score de 34 à 31, score établi après prolongation.
L'année suivante, après un championnat d'Europe terminé à la quatrième place, il devient champion olympique 2004 à Athènes, de nouveau face à l'Allemagne.
En 2005, après avoir mis fin aux espoirs de dernier titre mondial de Jackson Richardson et de l'équipe de France en demi-finale, la Croatie de Balić s'incline face à l'Espagne en finale.
La Croatie doit attendre les Championnats d'Europe en Norvège en 2008 pour retrouver un podium dans l'un des grands tournois internationaux : malgré une blessure qui a failli le priver de la compétition, Balić est un des éléments essentiels de la victoire de son équipe face au favori de la compétition, la France, en demi-finale, avant d'échouer en finale face au Danemark.
Durant ces différentes campagnes sous le maillot croate, Balić est nommé à cinq reprises meilleur joueur du tournoi, un record : aux Jeux olympiques 2004, aux championnats d'Europe 2004, 2006 et aux championnats du monde 2005 et 2007. Lors du championnat d'Europe 2008, il doit laisser ce titre au Français Nikola Karabatic, mais il est toutefois nommé meilleur demi-centre et co-meilleur buteur de la compétition.
Pour les Jeux olympiques de Pékin, il est désigné pour être porte drapeau de la délégation croate lors de la cérémonie d'ouverture. Lors du premier tour, la Croatie s'incline à deux reprises, face à la France sur le score de 23 à 19 puis face à la Pologne par 27 à 24. Troisième de son groupe, elle rencontre le Danemark en quart de finale et s'impose 26 à 24. En demi-finale, elle se voit de nouveau opposer aux Français qui l'emportent sur le score de 25 à 23. Lors du match pour la médaille de bronze, les Croates s'inclinent 35 à 29 face aux Espagnols.
Toute la Croatie attend que sa sélection remporte le titre mondial lors du mondial 2009 disputé à domicile. Aussi, en octobre 2008, l'annonce d'une blessure au dos, une hernie, inquiète tout le pays : la possibilité d'une opération le priverait alors du mondial. Finalement, après un repos de deux mois et demi, Balic est apte à tenir sa place dans la sélection croate. La Croatie termine invaincue le premier tour. Lors du tour principal, la France et la Croatie sont toutes les deux qualifiées, quatre victoires pour zéro défaites, avant la dernière journée. La Croatie remporte cette confrontation, sans réel enjeu, sur le score de 22 à 19. La Croatie affronte alors la Pologne et l'emporte 29 à 23. La finale oppose donc pour la deuxième fois de la compétition la Croatie à l'équipe de France. Le score est serré et Balić, toujours gêné par son dos, ne marque son premier et unique but que peu après la 35e minute. Les deux équipes atteignent le score de 18 partout à la 47e, minute où une altercation oppose les deux stars Balić et Karabatic après une faute du Français sur le Croate. Les Français prennent ensuite un avantage de deux puis trois buts pour finalement l'emporter 24 à 19.  Balic dispute huit des dix rencontres, pour des statistiques de 17 buts, à 57 % de réussite, et 14 passes.
Lors de la compétition suivante, le championnat d'Europe 2010, la Croatie termine en tête de son groupe lors du premier tour, puis de même lors du tour principal. Les Croates sont alors opposés aux Polonais en demi-finale. Ils remportent cette rencontre sur le score de 24 à 21 avec cinq buts de Balić, deuxième marqueur croate derrière Ivan Čupić. L'opposition entre les champions du monde et champions olympiques français et les Croates constitue de nouveau l'affiche de la finale. Comme souvent lors des rencontres opposant les deux nations, le match est serré et la mi-temps est atteinte sur un score nul de 12 partout. La France fait ensuite la différence en début de seconde mi-temps, 17-13 à la 37e minute, puis contrôle la fin de la rencontre pour l'emporter 25 à 21. Balic inscrit quatre buts lors de cette rencontre pour un total de 27 buts en huit rencontres sur l'ensemble de la compétition.
Aux Jeux olympiques 2012 de Londres, pour sa dernière compétition sous le maillot croate, le chemin de Balic et des croates croise une nouvelle fois celui des français en demi-finale. Mais il ne pourra pas empêcher la France, équipe qu'il qualifiera de « la meilleure équipe de tous les temps » à l'issue du match, d'atteindre la finale pour y remporter son deuxième titre olympique consécutif. Comme quatre ans plus tôt, les croates échouent aux portes de la finale, mais ils parviennent cette fois-ci à remporter la médaille de bronze.

## Palmarès

### En équipe nationale
Jeux olympiques
- Médaille d'or aux Jeux olympiques de 2004 d'Athènes,  Grèce
- Médaille de bronze aux Jeux olympiques de 2012 de Londres,  Royaume-Uni
- 4e place aux Jeux olympiques de 2008 de Pékin,  Chine

Championnat du monde
- Médaille d'or au Championnat du monde 2003 au  Portugal
- Médaille d'argent au Championnat du monde 2005 en  Tunisie
- Médaille d'argent au Championnat du monde 2009 en Croatie
- 5e place au Championnat du monde 2007 en  Allemagne
- 5e place au Championnat du monde 2011 en  Suède

Championnat d'Europe
- Médaille d'argent au Championnat d'Europe 2008 en  Norvège
- Médaille d'argent au Championnat d'Europe 2010 en  Autriche
- Médaille de bronze au Championnat d'Europe 2012 en Serbie
- 4e place au Championnat d'Europe 2004 en Slovénie
- 4e place au Championnat d'Europe 2006 en  Suisse

Jeux méditerranéens
- Médaille d'or aux Jeux méditerranéens de 2001 en  Tunisie

### En clubs
Compétitions internationales
- Finaliste de la Ligue des champions en 2006
- Super Globe (1) : 2012

Compétitions nationales
- Vainqueur du Championnat de Croatie (4) : 2009, 2010, 2011, 2012
- Vainqueur de la Coupe de Croatie (5) : 2002, 2009, 2010, 2011, 2012
- Vainqueur du Championnat d'Espagne (1) : 2005
  - Vice-champion en 2007 et 2013
- Vainqueur de la Supercoupe d'Espagne (1) : 2006
- Vainqueur de la Coupe d'Espagne (1) : 2013
- Finaliste de la Coupe ASOBAL en 2005, 2006, 2007 et 2013

## Distinctions individuelles
- Élu meilleur handballeur mondial de l'année (2) : 2003 et 2006
- Élu meilleur joueur de tous les temps en 2010[23] devant Karabatic et Dujshebaev.
- Élu sportif croate de l'année (en) (1) : 2007
- Élu handballeur croate de l'année (5) : 2004, 2006, 2007, 2008, 2010
- Porte-drapeau de la délégation croate aux Jeux olympiques d'été de 2008 à Pékin
- Élu meilleur joueur :
  - championnats d'Europe (2) : 2004, 2006
  - championnats du monde (2) : 2005 et 2007
  - Championnat d'Espagne (1) : 2007
- Élu meilleur demi-centre :
  - Jeux olympiques (1) : 2004
  - championnats d'Europe (3) : 2004, 2006, 2008
  - championnats du monde (1) : 2005
  - Championnat d'Espagne (2) : 2006 et 2007
- Co-meilleur buteur du championnat d'Europe 2008